# ウィザード (バンド)
ウィザード（Wizzard）は、イングランド出身のロック・バンド。
「エレクトリック・ライト・オーケストラ (ELO)」の初期メンバーだった、ロイ・ウッドが主宰したグループ。様々な音楽性を内包し、当時はグラムロック・バンドとしても扱われた。1975年で解散し僅か3年の短命で終わっている。

## 概略

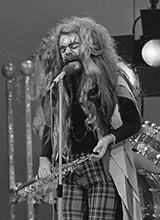
創設者ロイ・ウッド (1974年)

「ザ・ムーブ」や「エレクトリック・ライト・オーケストラ (ELO)」の主力メンバーだったロイ・ウッドが、1972年の同グループ脱退後に結成。7〜8人で編成する大所帯で、奇抜なルックスからグラムロック・バンドの扱いを受けていた。
アルバムは『ウィザード・ブリュウ』（1973年）、『イントロデューシング・エディ・アンド・ザ・ファルコンズ』（1974年）を発表。当時のロイ・ウッドがやりたかったスタイルを詰め込んだ作品であった。フィル・スペクターやビーチ・ボーイズへのオマージュのような、ロイならではのポップな楽曲も発表した。1972年〜1974年の間に、全英チャート1位を獲得したシングル「シー・マイ・ベイビー・ジャイヴ」「Angel Fingers」や、クリスマスの定番となった「I Wish It Could Be Christmas Everyday（毎日がクリスマス）」（1974年、全英4位。その後1981年、1984年と全英でリバイバルヒットし再度ランクインした）など、多くのヒット曲を生み出した。
しかしロイによる、複数のレコード会社との複雑な契約による影響で活動が制約されたことや、マネージメント(Don Arden)を同じくする「ELO」が米国での活動が軌道に乗り始めた事で、同グループにシフトしていった事情などが重なり、1975年の初の全米ツアー中に早々と解散してしまった。
当時、全米ツアー中のライブを見た音楽評論家などに依れば、ツインドラム＋ロイのギター＋ホーンセクションの編成でウォール・オブ・サウンドをステージで再現する「ウィザード」の圧倒的なライブは、『まるで音の洪水のようである』と評されており、米国での評判も上々であった。
その後は2000年に、未発表音源集『メイン・ストリート』がウィザード名義の新作として発表した。

## メンバー

### 最終ラインナップ
- ロイ・ウッド　Roy Wood - ボーカル/マルチプレイ (1972年-1975年)
- リック・プライス　Rick Price - ベース (1972年-1975年)
- マイク・バーニー　Mike Burney - サクソフォーン/クラリネット/フルート (1972年-1975年)　RIP.2014年
- ニック・ペンテロウ　Nick Pentelow - サクソフォーン/クラリネット/フルート (1972年-1975年)
- チャーリー・グリマ　Charlie Grima - ドラムス (1972年-1975年)
- キース・スマート　Keith Smart - ドラムス (1972年-1975年)
- ボブ・ブレイディ　Bob Brady - キーボード (1974年-1975年)

### 旧メンバー
- ヒュー・マクダウェル　Hugh McDowell - チェロ/キーボード (1972年-1973年)
- ビル・ハント　Bill Hunt - キーボード/ホルン (1972年-1974年)

## ディスコグラフィ

### アルバム
- 『ウィザード・ブリュウ』 - Wizzard Brew (1973年) ※全英29位
- 『イントロデューシング・エディ・アンド・ザ・ファルコンズ』 - Introducing Eddy And The Falcons (1974年) ※全英19位
- 『メイン・ストリート』 - Main Street (2000年)

### 主なシングル曲
- Ball Park Incident (1972年、UK#6)
- See My Baby Jive (1973年、UK#1)
- Angel Fingers (1973年、UK#1)
- I Wish It Could Be Christmas Everyday (1973年、UK#4)
- Rock 'n' Roll Winter (1974年、UK#6)
- This Is The Story Of My Love (Baby) (1974年、UK#34)
- Are You Ready To Rock (1974年、UK#8)